# Trélod
Il Trélod (2.181 m s.l.m.) è una montagna delle Prealpi dei Bauges nelle Prealpi di Savoia. Si trova in Francia lungo la linea di confine tra i dipartimenti della Savoia e dell'Alta Savoia.